# Knappitsch (Adelsgeschlecht)

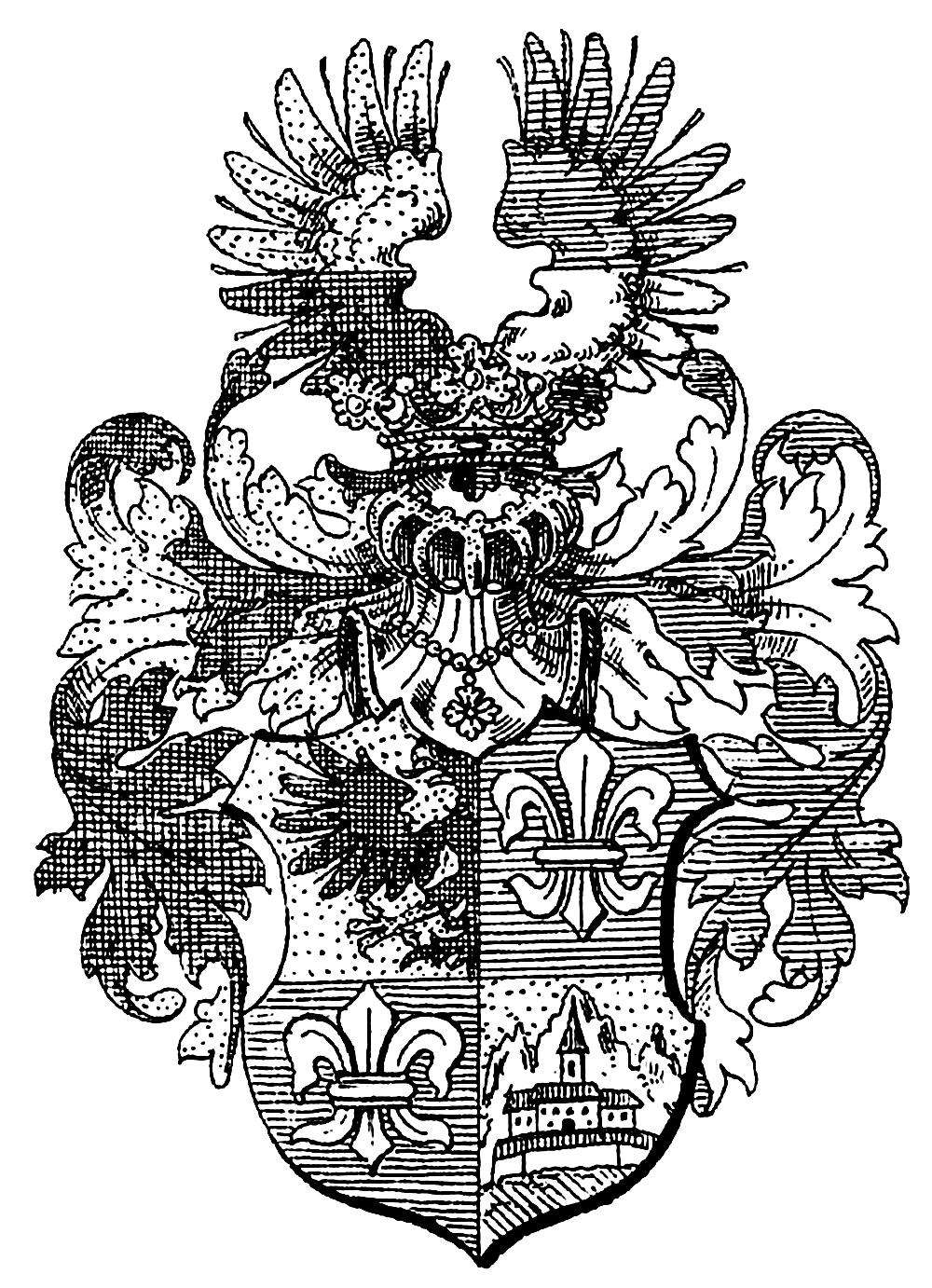
Wappen derer von Knappitsch

Knappitsch, auch Knapitsch, war der Name eines österreichischen Adelsgeschlechts, das in Kärnten entstand. Die Familie wurde von Kaiserin Maria Theresia von Österreich in den Adelsstand erhoben. 1775 folgte die Verleihung des Adelsprädikats „Edle“, wonach man Familienangehörige als Edle von Knappitsch titulierte. Während einige Ausläufe der Familie im Bürgerstand verblieben, bestehen Zweige des Adelsgeschlechts bis heute.

## Besitztümer
Die Besitztümer der Familie übertrafen die so mancher damaliger Reichsfürstentümer. Zahlreiche Schloss- und auch Burganlagen vor allem im Süden Österreichs zählten dazu.

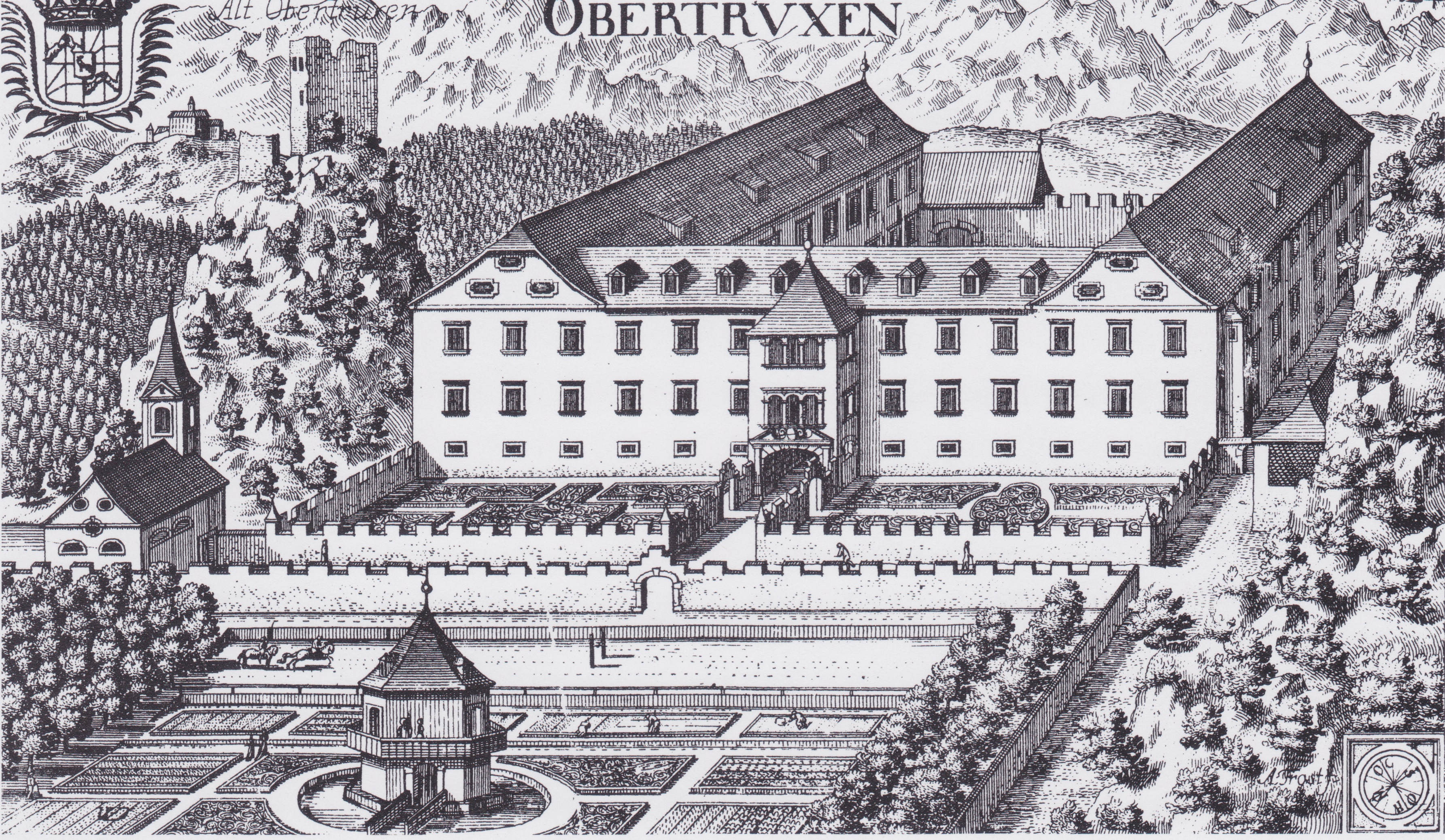
Schloss Obertrixen
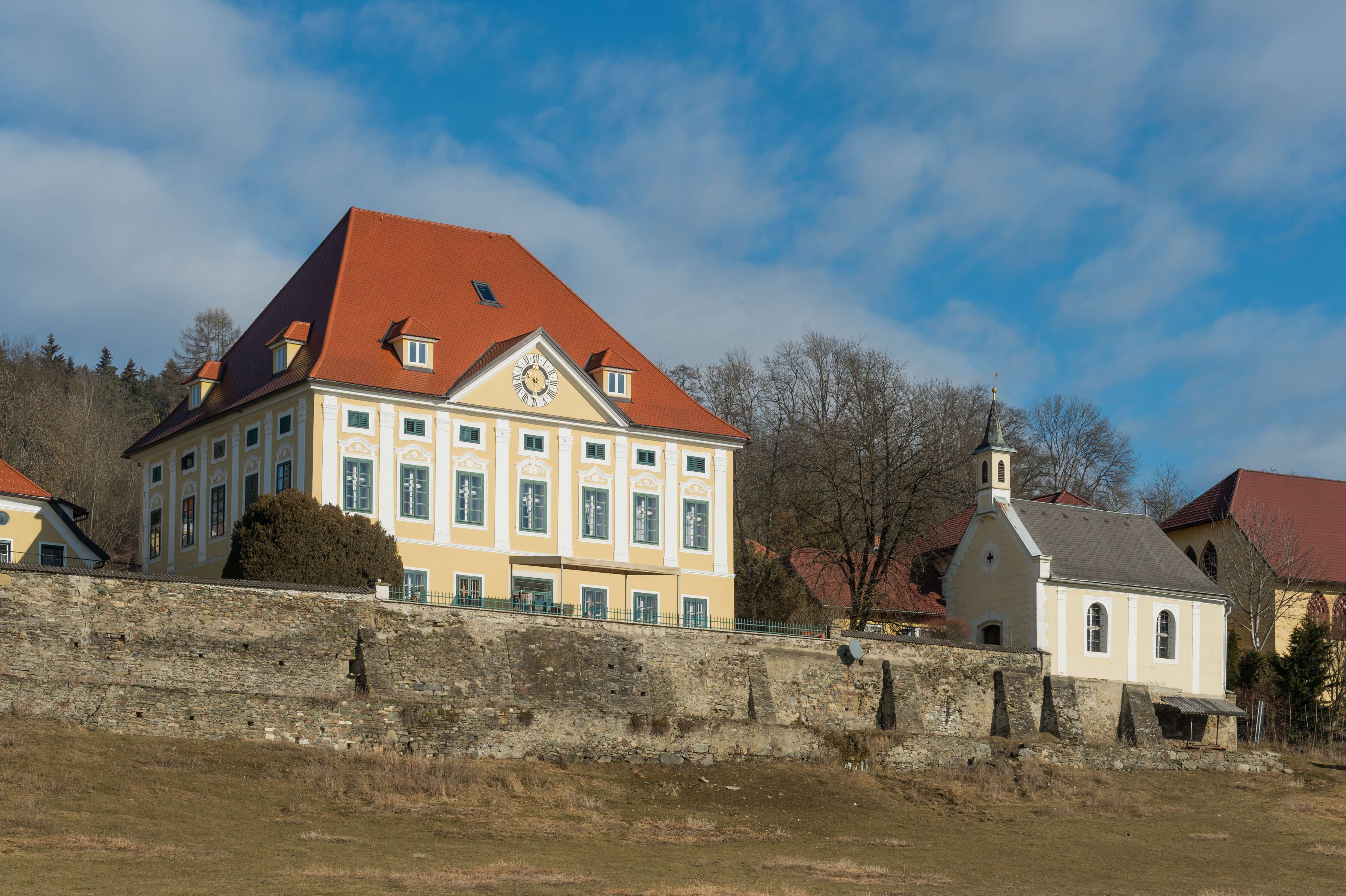
Schloss Ehrenbichl
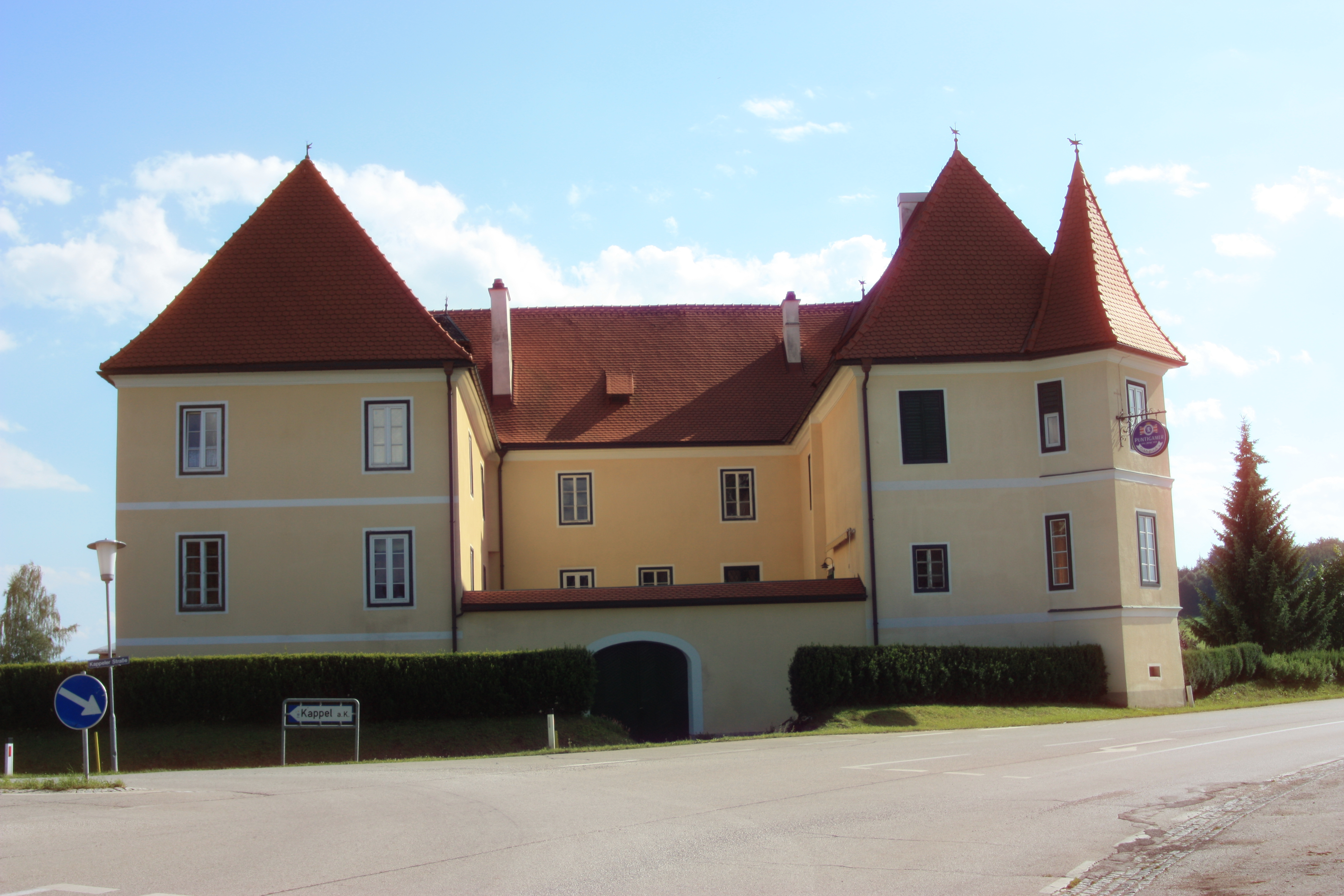
Schloss Silberegg
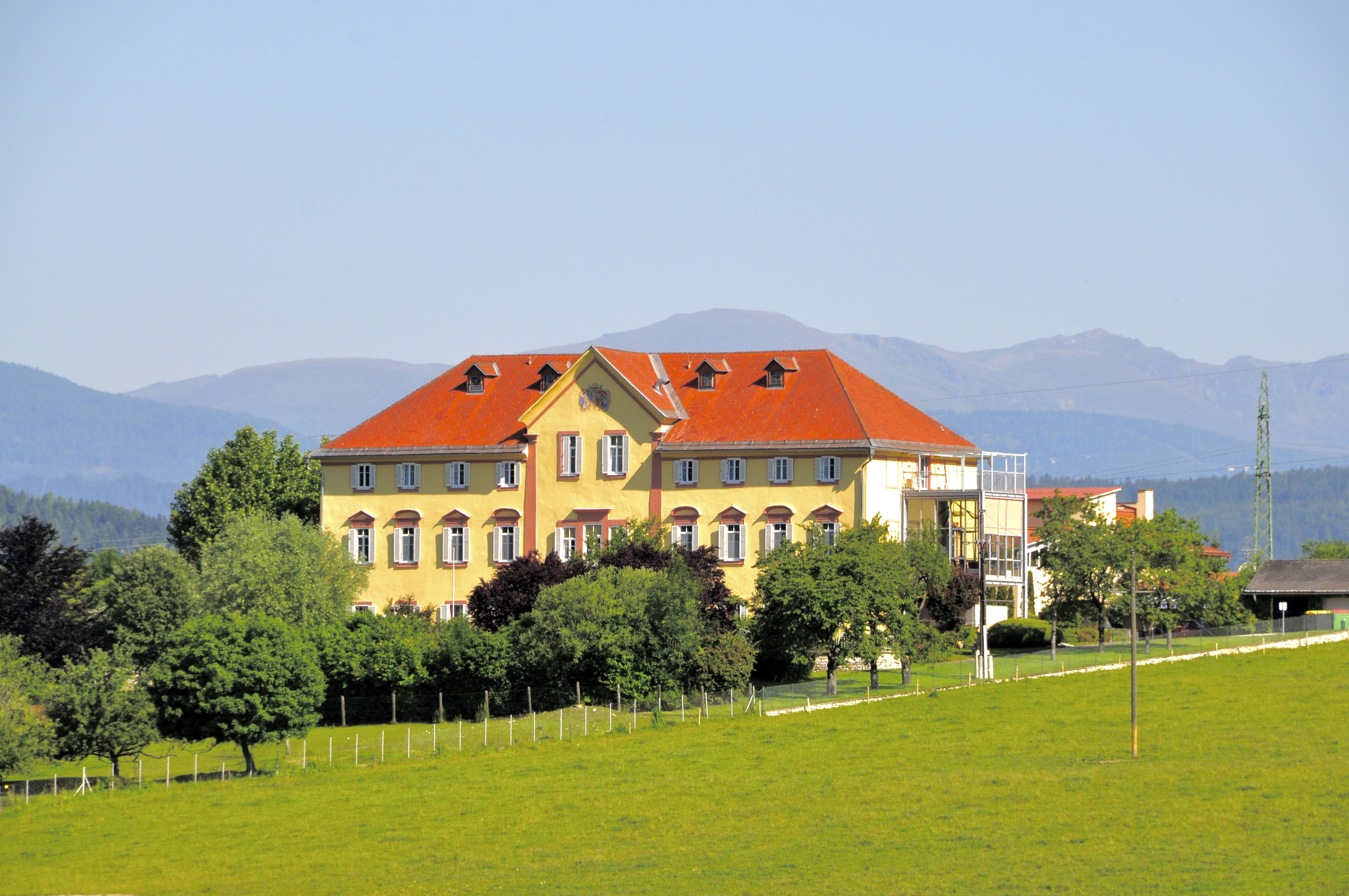
Schloss Tigring

- Schloss Obertrixen[2]
- Schloss Ehrenbichl
- Schloss Silberegg, im Besitz von 1814 bis 1890[3]
- Schloss Tigring, im Besitz bis 1846[4]
- Schloss Mayrhofen
- Schloss Töscheldorf, im Besitz bis 1856[5]
- Herrschaft Friesach
- Schloss Krumfelden[6]

## Wappen
Das Wappen der Familie ist gevierteilt:
1 rechthalb Römischreich, 2 und 3 blau mit silberner Lilie, 4 in Gold drei hohe Kalkfelsenspitzen, im Vordergrund auf grünem Hügel mauerumfasstes Schloss mit Tor, Spitztürmchen und zwei Seitenflügeln, Mauer, Haus und Turm rotgedeckt. Gekrönter Helm: Decke vorn Römischreich, hinten blau-weiß; offener Flug geteilt, vorn von Gold und Schwarz, hinten von Blau und Silber.

## Bekannte Persönlichkeiten

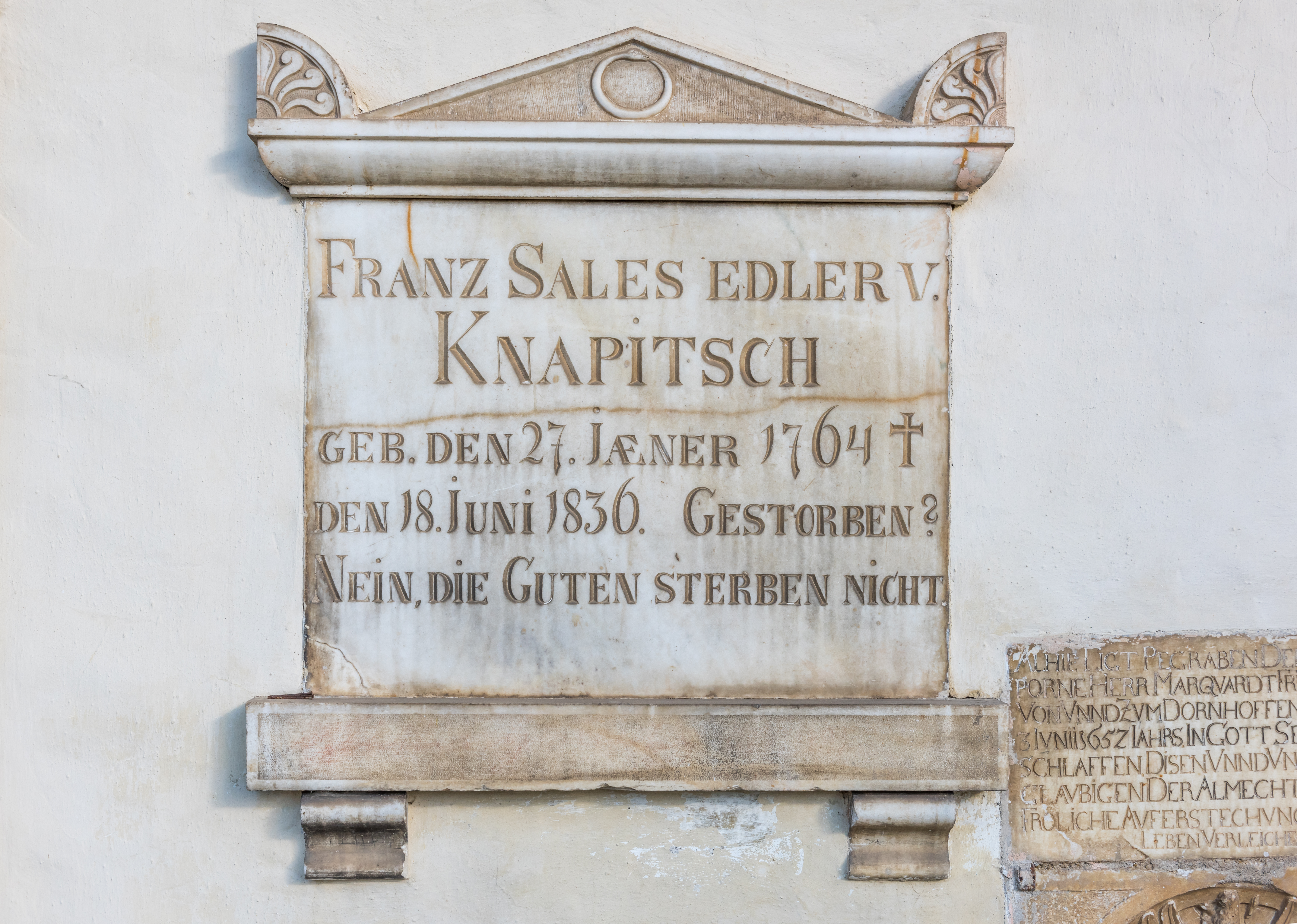
Epitaph Franz Sales Edler von Knapitsch (1764–1836)

Die Familie in ihren ursprünglichen Ausläufen umfasst:
- Mathias von Knapitsch (1759–1790), österreichischer Hof- und Gerichtsadvokat in Wien[9]
- Franz Karl von Knapitsch (1764–1836)
- Franz von Knapitsch (1785–1867), österreichischer Hof- und Gerichtsadvokat in Klagenfurt, Mitglied der Deutschen Nationalversammlung 1848 zur Gründung des ersten Gesamtdeutschen Parlaments[10]
- Ferdinand von Knappitsch (1794–1875), österreichischer Gutsbesitzer und Politiker
- Max Volkbert von Knapitsch (ca. 1885), Wiener Akademiker[11][12]
- Franz von Knapitsch (1911–1980), Gutsbesitzer und Landtagsabgeordneter